# Enrique Sanz
Enrique Sanz Unzue (Orcoyen, 11 de setembro de 1989) é um ciclista profissional espanhol que atualmente corre para a equipa Euskadi Basque Country-Murias.
Deu o salto ao profissionalismo no ano 2011, da mão da equipa Movistar Team. Na temporada de 2016 alinhou pelo conjunto Southeast. Em 2017, e com algumas dificuldades para encontrar equipa, acabou encontrando acomodo na Team Raleigh-GAC.
Na Volta à La Rioja 2011 adjudicou-se a classificação de sprints especiais.

## Palmarés

### Estrada
2011
- 1 etapa da Volta à Comunidade de Madri

2018
- 1 etapa da Volta a Portugal

2019
- 3 etapas da Volta ao Alentejo
- 1 etapa da Volta a Castela e Leão

### Pista
2017
- Campeonato da Espanha de Velocidade por equipas (com Juan Peralta Gascón e Sergio Aliaga)

## Equipas
- Movistar Team (2011-2015)
- Southeast (2016)
- Team Raleigh-GAC (2017)
- Euskadi Basque Country-Murias (2018-)